# AForge.NET
AForge.NET ist ein Open-Source-Framework für die Bereiche Maschinelles Sehen und Künstliche Intelligenz. Es wurde in der .NET-Sprache C# geschrieben. Seit Juli 2013 wird es nicht mehr weiterentwickelt und wurde schlussendlich von Accord.NET abgelöst.

## Bestandteile
Das Framework besteht aus folgenden Bibliotheken:
AForge.ImagingBildverarbeitung, beispielsweise Filter und Transformationen
AForge.VisionMaschinelles Sehen, insbesondere Bewegungserfassung und Bewegungsmessung
AForge.VideoVideoverarbeitung, z. B. Einlesen von Video-Streams einer angeschlossenen Kamera
AForge.NeuroKünstliche Neuronale Netze
AForge.GeneticEvolutionäre Algorithmen
AForge.FuzzyFuzzylogik
AForge.RoboticsUnterstützung einiger Robotik-Kits, z. B. Lego Mindstorms
AForge.MachineLearningMaschinelles Lernen

## Lizenz
Der Quellcode und die Binärdateien unterliegen den Bedingungen von Version 3 der GNU Lesser General Public License (LGPL).